# ستيف سنكلير
ستيف سنكلير (بالإنجليزية: Steve Sinclair)‏ هو لاعب كرة قاعدة أمريكي، ولد في 2 أغسطس 1971 في فيكتوريا في كندا.

## وصلات خارجية
- ستيف سنكلير على موقعبيزبول رفرنس.كوم (الدوري الرئيسي) (الإنجليزية)
- ستيف سنكلير على موقعبيزبول رفرنس.كوم (الدوري الثانوي) (الإنجليزية)